# Panagiōtīs Glykos
Panagiōtīs Glykos (o Glikos, in greco: Παναγιώτης Γλύκος; Volos, 3 giugno 1986) è un ex calciatore greco, di ruolo portiere.

## Carriera

### Nazionale
Ha esordito in nazionale il 5 marzo 2014 nell'amichevole Grecia-Corea del Sud (0-2).

## Palmarès

### Club

#### Competizioni nazionali
- Coppa di Grecia: 3

PAOK: 2016-2017, 2017-2018, 2018-2019
- Campionato greco: 1

PAOK: 2018-2019